# Ala degli insetti
L'ala degli Insetti è un organo, primariamente deputato alla locomozione aerea, presente in tutti gli pterigoti allo stadio di immagine, con l'eccezione dei gruppi e delle specie che hanno acquisito atterismo secondario per adattamento o specializzazione. È analoga ma non omologa all'ala di altri animali volanti come uccelli e pipistrelli. L'organo è assente nell'ordine dei tisanuri (apterigoti) per atterismo primitivo. In alcuni gruppi sistematici le ali subiscono modificazioni morfologiche e strutturali che le trasformano in organi deputati ad altre funzioni.

## Caratteri generali

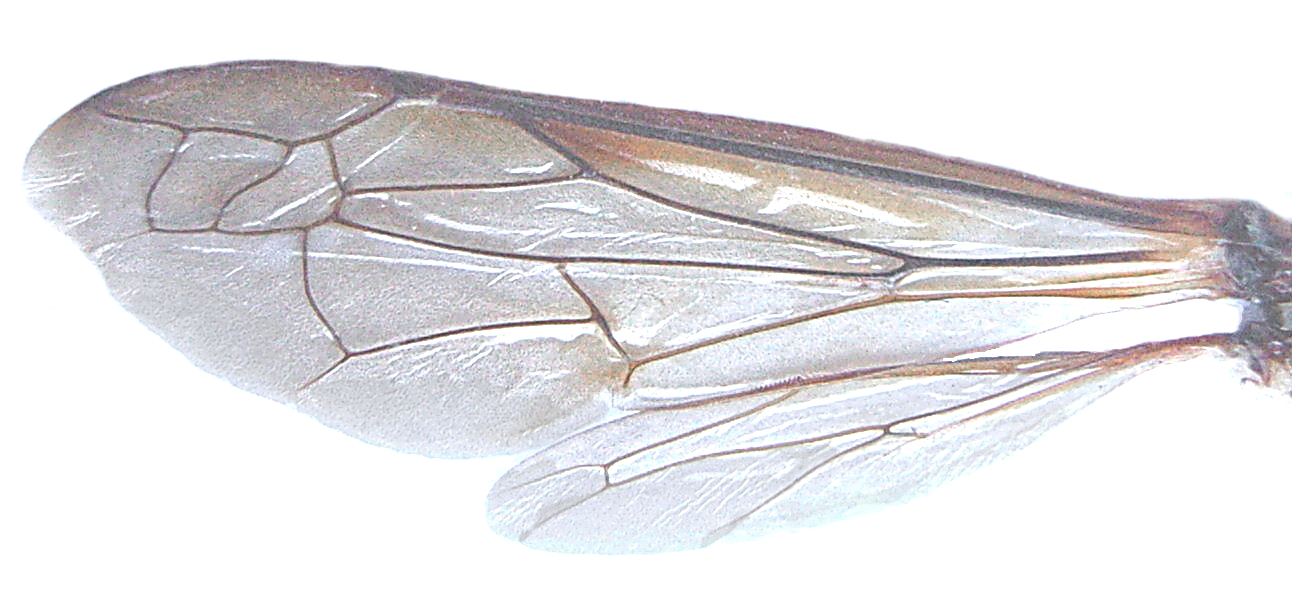
Ali di imenottero

Le ali sono lamine estremamente appiattite derivanti da espansioni degli angoli tergo-pleurali del meso e del metatorace. Sono al massimo quattro e possono ridursi nel numero o anche essere assenti.
Sono organi vivi, nei quali, entro appositi condotti, detti nervature o vene, scorre l'emolinfa e passano nervi e trachee. Le nervature contribuiscono a dare un'impalcatura alle lamine alari e ricevono nomi diversi a seconda della loro posizione sull'ala. Le aree delimitate dalle nervature sono dette cellule. Il numero, il decorso, il grado di ramificazione delle nervature e, di conseguenza, il numero e la forma delle cellule, sono caratteri di grande importanza sistematica, in particolare nei ditteri e negli imenotteri. La nervatura costale, che corre lungo il margine anteriore, forma spesso un ingrossamento, detto pterostigma o stigma, la cui funzione è meccanica in quanto associata alla distribuzione delle forze durante il volo.

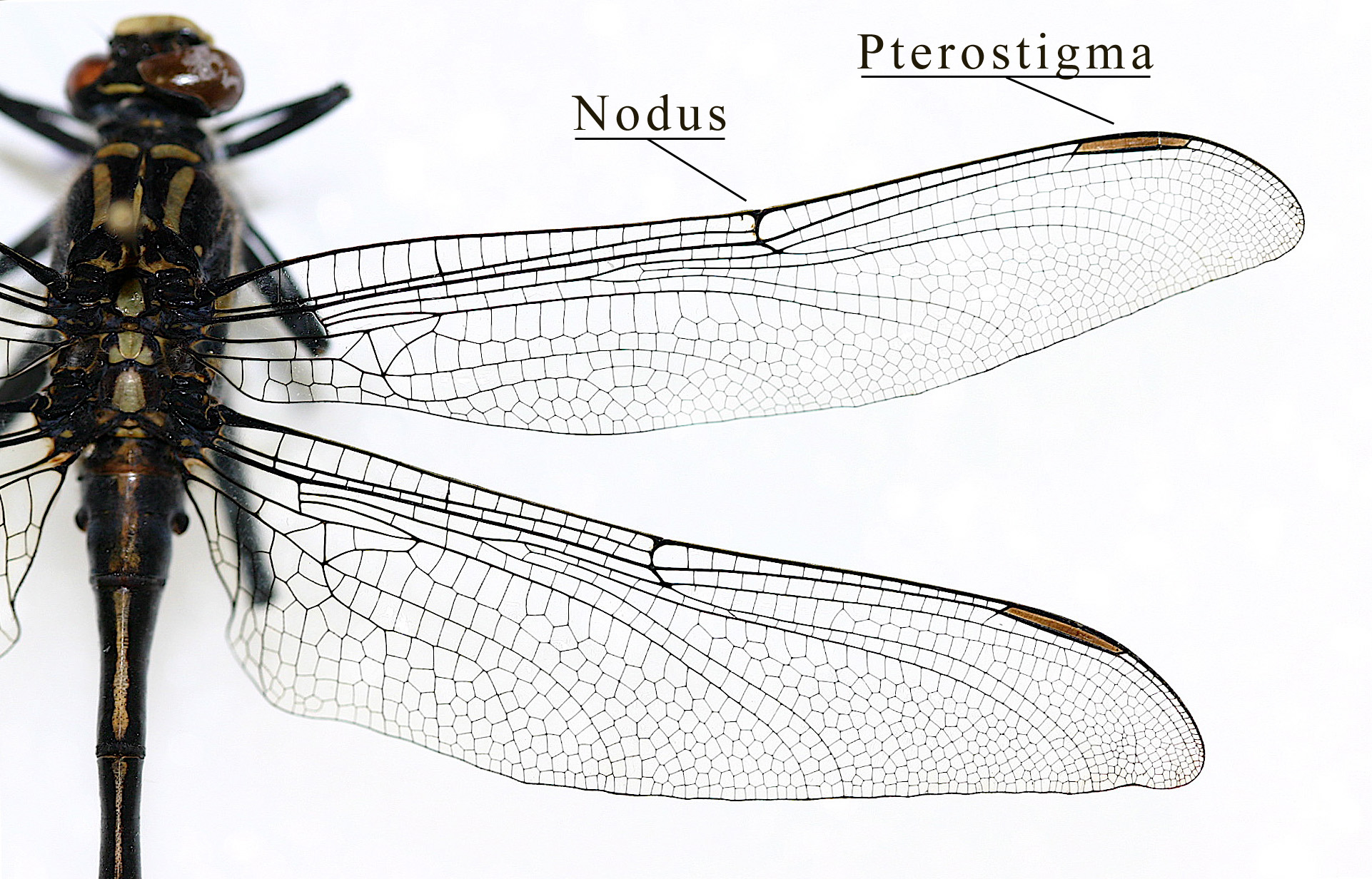
Ali di libellula

La superficie dell'ala è suddivisa in tre regioni morfologiche. La parte più estesa, che comprende le nervature più robuste (dalla costa alla cubito) è detta regione remigante. Dietro questa è presente la regione anale o vanno, in genere percorsa da nervature più sottili e non ramificate o anche del tutto priva di venatura. In molti Insetti, fra la regione anale e l'estremità ascellare posteriore dell'ala è presente un'ulteriore estensione, di ridotto sviluppo, detta regione jugale o alula, quasi sempre priva di nervature. La regione jugale è assente nei Palaeoptera, gruppo più primitivo degli pterigoti, rappresentato attualmente dagli ordini odonata ed Ephemeroptera. Le regioni anale e jugale sono facilmente riconoscibili per la venatura più lassa e per il profilo del margine posteriore, in quanto presenta in genere una rientranza, più o meno accentuata, passando dalla remigante all'anale e da questa alla jugale.

### Scleriti ascellari

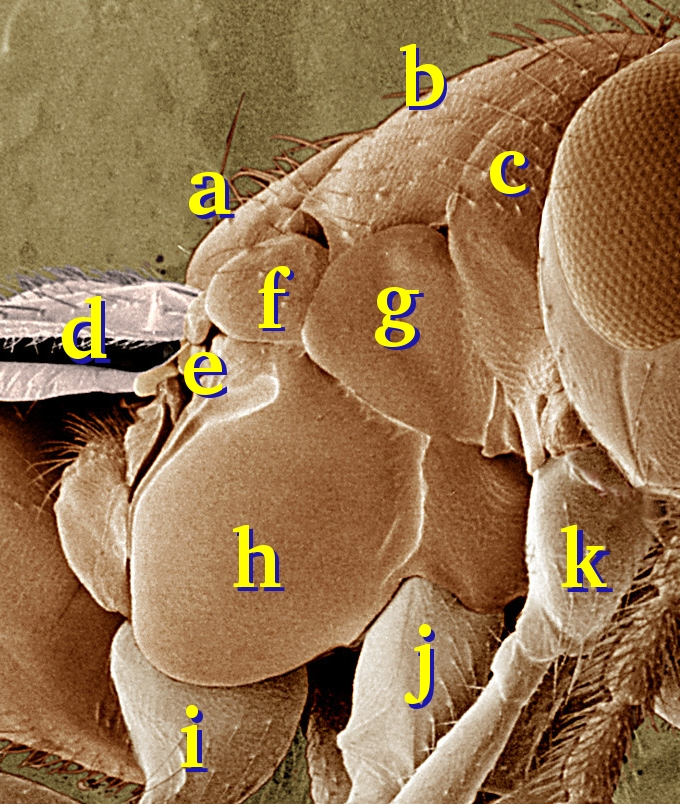
Torace di imenottero Encirtide. Nell'immagine si notano la tegula (f) e gli scleriti ascellari (e), ai quali si articola l'ala anteriore (d).

Nel tipo primitivo, riconducibile a quello dei Palaeoptera, l'ala si collega al torace senza alcuna articolazione: la lamina dorsale è in continuità con il tergite, quella ventrale con la pleura. Con l'evoluzione, il passaggio dall'ala al torace avviene attraverso un'articolazione, costituita da tre scleriti, detti pterali; questi, a loro volta, sono collegati ad altri due scleriti articolari, detti basalare e subalare. Il basalare e il subalare sono differenziati dall'estremità dorsale della pleura, rispettivamente dall'episterno e dall'epimero; fra essi s'interpone un processo pleurale, precisamente situato sopra la sutura pleurale e che partecipa all'articolazione ascellare.
In alcuni ordini (Ditteri, Imenotteri), l'attacco costale dell'ala anteriore, rappresentato dall'articolazione fra il primo pterale e il basalare, è protetto da uno sclerite detto tegula, differenziato dal mesonoto.

### Organi di collegamento
Le ali, se in numero di quattro, sincronizzano spesso i battiti mediante apparati di agganciamento che hanno struttura e nomi diversi a seconda dei gruppi. Gli organi di collegamento si riscontrano fra i Rincoti, i Lepidotteri e gli Imenotteri.
Nei Rincoti il collegamento avviene per mezzo di un incastro fra apposite strutture dei margini delle due ali: negli Eterotteri il margine anteriore dell'ala posteriore forma un ispessimento che si incastra fra due rilievi sclerificati presenti sul margine posteriore dell'ala anteriore; negli Omotteri avviene il contrario. I Lepidotteri hanno il margine posteriore dell'ala anteriore ispessito in modo da trattenere una o più setole disposte lungo il margine anteriore dell'ala posteriore. Negli Imenotteri si ha una struttura basata sullo stesso principio: il margine posteriore dell'ala anteriore mostra un ispessimento, sul quale si aggancia una serie di uncini (detti hamuli) disposti lungo il margine anteriore dell'ala posteriore.

### Tipi morfofunzionali

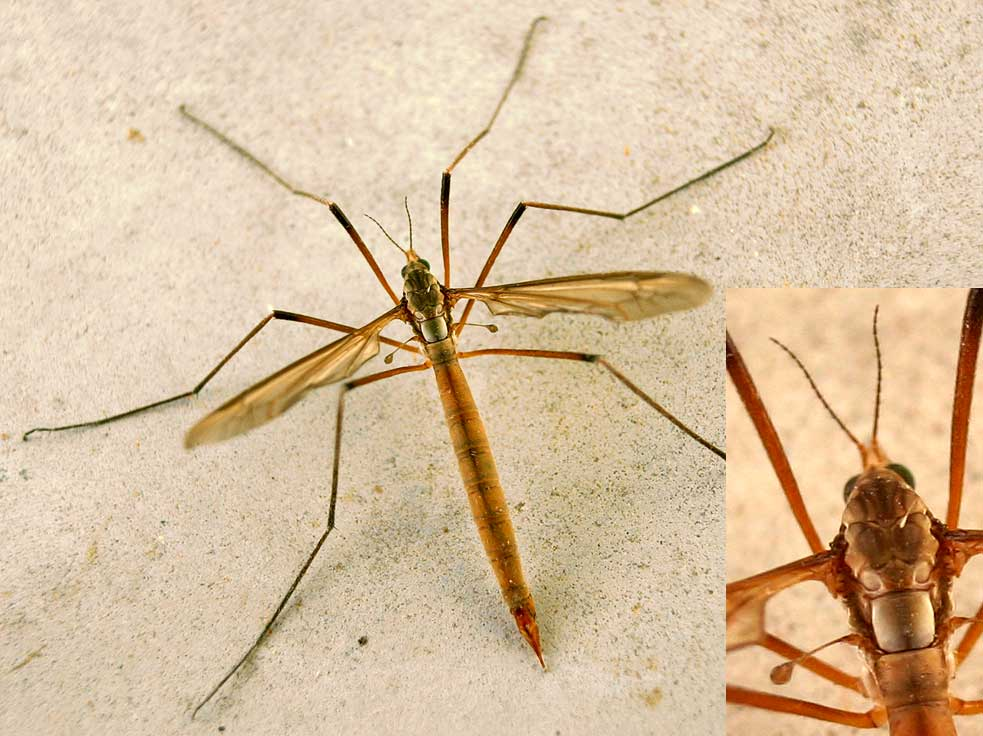
I bilancieri, particolarmente allungati, di una tipula

In generale, gli Insetti della sottoclasse Pterygota dispongono di due paia di ali, entrambe di consistenza membranosa, di aspetto trasparente e più o meno iridescente e, infine, impiegate per il volo. A prescindere dalle forme di meiotterismo, in alcuni gruppi sistematici possono riscontrarsi particolari adattamenti morfologici, anatomici e funzionali. Quelli di maggiore rilevanza sono i seguenti.

#### Organi complementari al volo
In questi casi, l'ala subisce modificazioni tali da perdere la sua funzione primitiva e acquisisce altre funzioni sempre associate al volo. Nella fattispecie, l'ala subisce una forte riduzione e si trasforma in bilanciere, assumendo funzioni giroscopiche. Sono trasformate in bilancieri le ali posteriori dei Ditteri e dei maschi dei Rincoti Coccidi e le ali anteriori dei maschi degli Strepsitteri.

#### Ali sclerificate

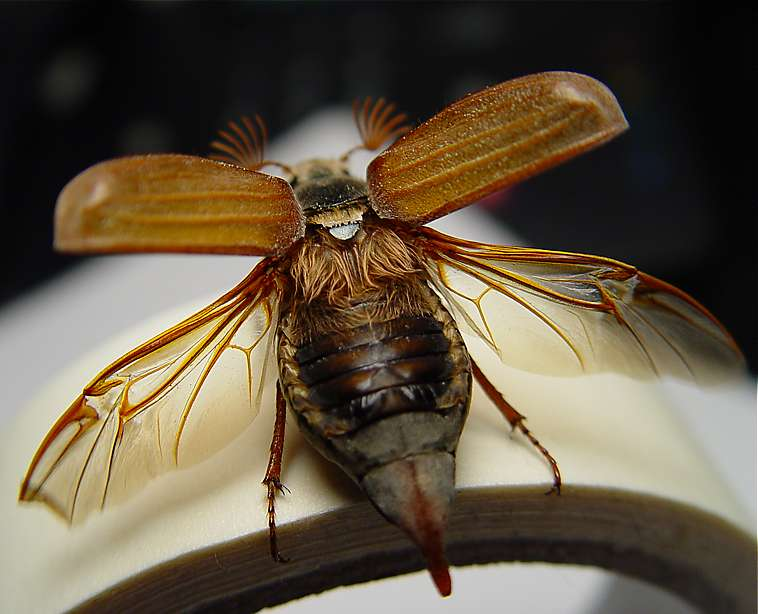
Elitre e ali posteriori di coleottero

In questi casi, il tegumento delle ali anteriori subisce un ispessimento più o meno marcato della cuticola (sclerificazione). L'ispessimento interessa solo una parte dell'ala o si estende a tutto l'organo e assume una funzione di protezione nei confronti delle ali posteriori. Il grado di sclerificazione del tegumento varia secondo il gruppo sistematico e le ali anteriori assumono una denominazione specifica in funzione delle caratteristiche:
- Elitre: sono le ali anteriori dei Coleotteri, interamente sclerificate e particolarmente robuste. La funzione protettiva raggiunge il massimo grado in alcuni Coleotteri, dove si ha la fusione delle elitre lungo il loro margine posteriore, per formare un'unica struttura protettiva. Durante il volo, le elitre sono tenute sollevate in modo da lasciare fuoriuscire le ali posteriori. Queste ultime presentano una particolare articolazione della costa, in modo che le ali si possano ripiegare completamente, in stato di riposo, sotto le elitre. Alcuni Coleotteri presentano dei meccanismi altamente sofisticati, che permettono il dispiegamento delle ali posteriori facendole scivolare sotto le elitre senza che queste vengano sollevate.

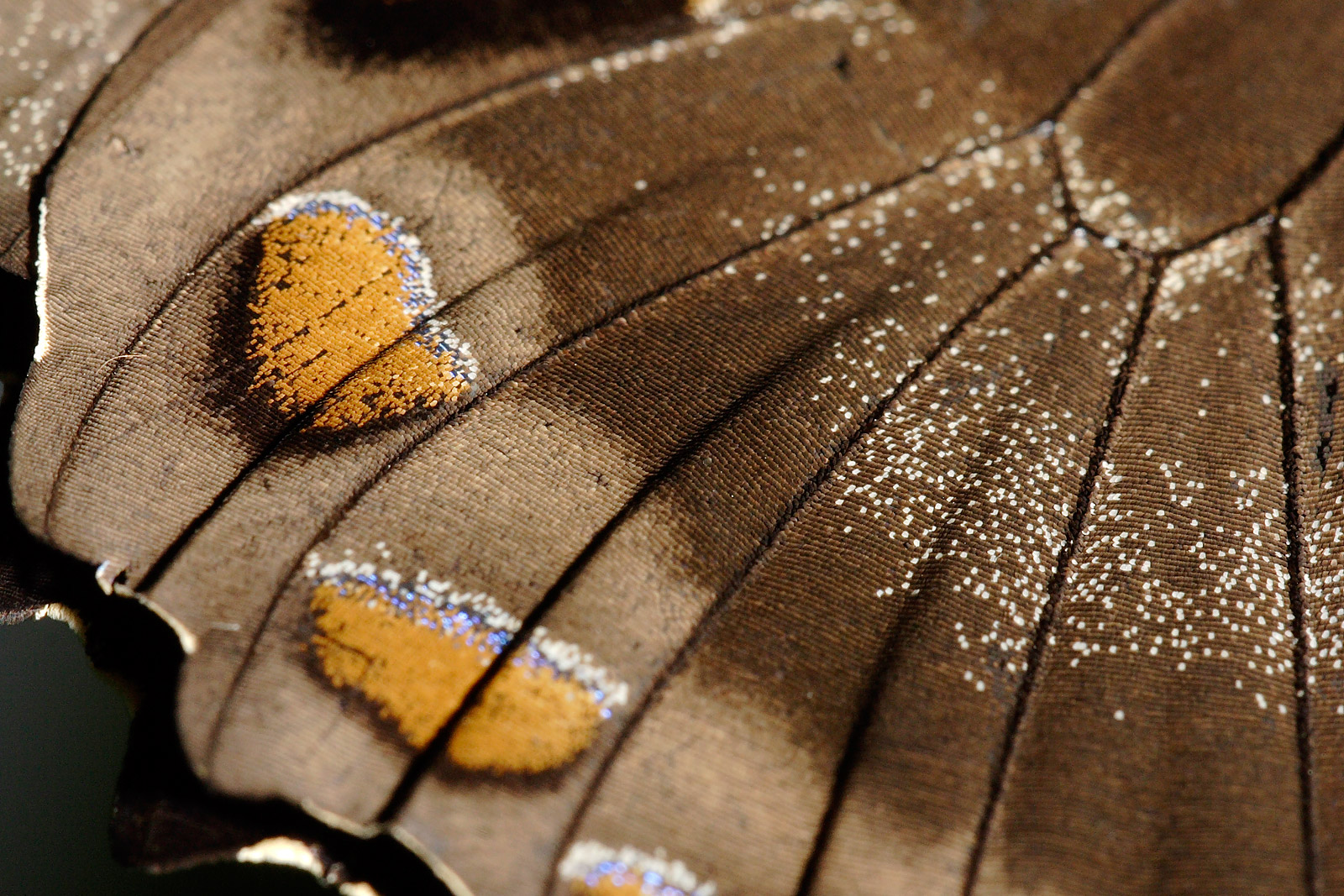
Le ali completamente rivestite da squame sono un elemento morfologico diffuso nella maggior parte dei lepidotteri

- Tegmine: sono le ali anteriori degli Ortotteri e di alcuni gruppi di Rincoti Omotteri (superfamiglie Membracoidea e Cercopoidea, comprendenti Rincoti comunemente noti come cicaline e sputacchine). Sono totalmente sclerificate, ma nel complesso si presentano meno robuste delle elitre dei Coleotteri.[1]
- Emielitre: sono le ali anteriori della generalità dei Rincoti Eterotteri, fatta eccezione per quelli che hanno uno sviluppo dello scutello tale da ricoprire l'intero addome. Le emielitre sono sclerificate solo nella metà prossimale, mentre la restante parte è membranosa. Le ali anteriori degli Eterotteri che hanno uno sviluppo notevole dello scutello sono invece interamente membranose.

#### Rivestimenti
In alcuni gruppi sistematici le ali, pur restando membranose, diventano opache perché rivestite da setole, squame o cera. Il rivestimento può dare origine anche a colorazioni zonali, spesso di notevole intensità. La copertura di cera si riscontra, ad esempio, negli Aleurodidi (Rhynchota: Homoptera). La copertura con squame si riscontra nella maggior parte dei Lepidotteri. La copertura con peli o setole si riscontra nella generalità dei Tricotteri e in diversi Imenotteri Calcidoidi.

## Venatura e celle
Come si è detto in precedenza, le nervature (o vene) sono tubuli sclerificati all'interno dei quali passano trachee, emolinfa e nervi; a prescindere dalla specifica funzione, gli Autori hanno dato un'importanza particolare a questo elemento morfologico, fondamentale per la determinazione tassonomica in alcuni ordini. Il numero, la distribuzione, il decorso, la ramificazione sono caratteri che identificano specifici gruppi sistematici, distinguendoli da altri simili, perciò si è data una particolare attenzione alla nomenclatura relativa alla venatura.
Le cellule sono le aree, in genere membranose e trasparenti, delimitate dalla rete di nervature. Sono distinte in cellule aperte e chiuse. Le prime sono localizzate lungo il margine dell'ala, le seconde più internamente e delimitate completamente dalle venature. Il numero delle cellule dipende dalla fittezza della rete di nervature e, in particolare, dal grado di ramificazione delle vene longitudinali e del numero di vene trasversali. Nella maggior parte delle categorie sistematiche la rete di nervature è relativamente semplificata, ma in alcuni ordini, come ad esempio gli Odonati e i Neurotteri, il numero di cellule è elevato, in virtù della presenza di numerose nervature trasversali.

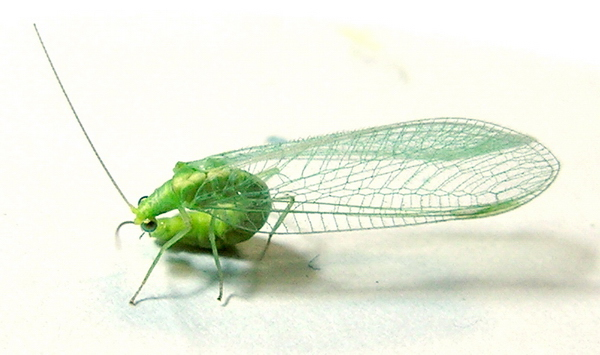
La venulazione abbondante è un elemento morfologico tipico di forme primitive, come le libellule e i Neurotteri

Date le differenze notevoli che intercorrono fra i vari ordini, è spesso difficile, se non impossibile, interpretare in modo certo le omologie: in alcuni casi è facile riconoscere una specifica nervatura nelle varie tipologie di ali, in altri si verifica una semplificazione strutturale con la fusione o la scomparsa di nervature o la loro ramificazione. Ne consegue che la letteratura non concorda universalmente con gli standard di nomenclatura; d'altronde, le notevoli differenze fanno sì che i modelli teorici di riferimento si prestino meglio per la determinazione sistematica nell'ambito di singoli ordini. Nel corso della storia dell'Entomologia si sono perciò proposti differenti modelli di riferimento, che in parte si sovrappongono adottando la stessa terminologia. Dal momento che la terminologia è fondamentale per la classificazione nell'ambito degli ordini Diptera e Hymenoptera, in questa sede si approfondiscono gli standard di denominazione maggiormente usati in questi ambiti e che fondamentalmente fanno capo al Sistema Comstock-Needham, concepito per i Ditteri, e a quello di Ross, concepito per gli Imenotteri.

### Sistema Comstock-Needham
Il sistema Comstock-Needham fu concepito da John Henry Comstock e James George Needham nel 1898 e si adatta in modo particolare a definire la nomenclatura delle nervature dell'ala dei Ditteri. Le convenzioni fondamentali adottate in questo sistema sono le seguenti:
- Le nervature sono distinte in longitudinali e trasversali; le prime sono indicate con l'iniziale maiuscola, le seconde con l'iniziale minuscola. Le nervature longitudinali decorrono dalla zona ascellare verso uno dei margini, mentre le trasversali mettono in connessione fra loro le vene longitudinali. Poiché la disposizione delle nervature non è sempre ben definita, gli Autori considera alcune nervature trasversali come ramificazioni di quelle longitudinali.
- Ogni cellula compresa fra due vene longitudinali prende il nome della vena che la delimita anteriormente. Ad esempio le cellule comprese fra la subcosta e la radio sono denominate subcosta.
- Ogni cellula compresa fra due ramificazioni prende il nome del ramo che la delimita posteriormente. Ad esempio, la cellula compresa fra il primo e il secondo ramo della radio (R2 e R3) è denominata radio 3 (R3).
- Quando più cellule sono delimitate da nervature trasversali, prendono tutte lo stesso nome con una numerazione ordinale che segue l'ordine prossimale-distale. Ad esempio, le due cellule comprese fra la costa e la subcosta e separate dalla prima omerale, prendono rispettivamente il nome di prima costa (quella prossimale) e seconda costa (quella distale).

|  | Nomenclatura relativa alle nervature (a sinistra) ed alle cellule dell'ala (a destra), secondo il sistema Comstock-Needham. In rosso: nervature longitudinali. In blu: nervature trasversali. Legenda: C: costa; Sc: subcosta; R: radio; Rs: settore del radio; M: media; Cu: cubito; A: anali; h: omerali; r: radiali; s: settoriali; r-m: radio-mediali; m-cu: medio-cubitali; cu-a: cubito-anali. |

Procedendo dal margine anteriore al margine posteriore le nervature longitudinali sono così denominate:
- Costa (C): decorre lungo il margine anteriore. Presenta spesso delle interruzioni (da una a tre). In alcune categorie sistematiche sono presenti particolari adattamenti nell'ala posteriore che permettono l'aggancio del margine costale all'ala anteriore. Nei Coleotteri, la costa è interrotta da un'articolazione che permette il ripiegamento a ventaglio dell'ala posteriore in fase di riposo, in modo che sia completamente ricoperta dall'elitra.
- Subcosta (Sc): decorre parallelamente alla costa e termina confluendo sulla stessa costa oppure sul margine anteriore in prossimità dell'estremità distale. Può anche suddividersi in due rami (anteriore e posteriore), indicati rispettivamente con Sc1 e Sc2.
- Radio (R): decorre nella regione anteriore dell'ala terminando con le sue ramificazioni in corrispondenza dell'estremità distale. In genere si suddivide in due rami, uno anteriore, detto ramo del radio (R1) e uno posteriore, detto settore radiale (Rs). A sua volta il settore radiale può suddividersi due volte formando quattro rami terminali indicati rispettivamente con R2, R3, R4 e R5 in ordine antero-posteriore.
- Media (M): è la nervatura più robusta, decorrente nella regione mediana dell'ala fino al margine distale. Questa nervatura si suddivide in due rami, di cui quello anteriore si considera scomparso, mentre il posteriore si divide in genere due volte, formando nel complesso 4 rami indicati rispettivamente con M1, M2, M3 e M4 in ordine antero-posteriore.
- Cubito (Cu): decorre nella regione posteriore dell'ala e può dividersi in due rami, indicati rispettivamente con Cu1 e Cu2 in ordine antero-posteriore. Secondo altri autori il ramo anteriore si suddivide in due rami indicati rispettivamente con Cu1a e Cu1b.
- Anali: sono in numero di 1-3 o, talvolta, anche superiore; in genere non sono ramificate e decorrono parallele nella regione anale dell'ala. Sono identificate con una numerazione ordinale seguendo un ordine antero posteriore: prima anale (1A), seconda anale (2A), ecc.;
- Jugali: possono essere presenti nella regione iugale.

Le nervature trasversali connettono tra loro quelle longitudinali. La nomenclatura adottata nel sistema Comstock-Needham è in generale derivata da quella delle nervature longitudinali e fa riferimento alle vene messe in relazione. Nella simbologia s'impiegano caratteri esclusivamente minuscoli per distinguerle dalle longitudinali. Procedendo dal margine costale a quello anale le nervature trasversali sono così denominate:
- Omerali (h): sono comprese fra la costa e la subcosta.
- Radiali (r): fra il ramo del radio (R1) e il settore radiale (Rs e R2).
- Settoriali (s): fra i rami del settore radiale.
- Radio-mediali (r-m): fra loro la radio e la media.
- Mediali (m): fra le ramificazioni della media.
- Medio-cubitali (m-cu): fra la media e la cubito.
- Cubitali (cu): fra i rami della cubito.
- Cubito-anali (cu-a): fra la cubito e la prima anale.
- Anali (a): fra le anali longitudinali, ma in genere non sono presenti.

### Modello di Ross
Il sistema di Comstock-Needham, concepito fondamentalmente per la venatura dell'ala dei Ditteri, presenta dei limiti interpretativi (in relazione alle omologie) quando si applica integralmente agli Imenotteri. Dalla fine del XIX secolo agli anni sessanta sono stati proposti per gli Imenotteri differenti criteri di nomenclatura; le controversie, che hanno reso difficile il raggiungimento di uno standard interpretativo, sono dovute ai tentativi d'interpretare la venatura su differenti criteri: evolutivi, anatomici (rapporto tra nervature e tracheazione), morfoanatomici (rapporto tra nervature longitudinali e scleriti ascellari). Alcuni modelli proponevano derivazioni dal sistema Comstock-Needham, altri prescindevano dalle omologie con gli altri ordini di Insetti, altri ancora cercavano di estrapolare in una sintesi le teorie precedenti. La diatriba fondamentale consiste nell'interpretazione della nervatura Media: secondo le interpretazioni, la Media sarebbe scomparsa o avrebbe un decorso comune con la Radio nel tratto prossimale per poi derivare in un tratto libero nella regione remigante distale.
|  | Nomenclatura relativa alle nervature dell'ala anteriore, secondo il modello di Ross. Legenda: C: costa; Sc: subcosta; R: radio; Rs: settore del radio; M: media; Cu: cubito; A: anali; h: omerale; r: trasverse radiali; r-m: radio-mediali; m-cu: medio-cubitali o ricorrenti; cu-a: cubito-anali; cv: trasversa anale. |

Nel 1936, Herbert H. Ross elaborò un modello fondato sull'ipotesi di un adattamento delle venature alla distribuzione delle forze di trazione nella regione remigante dell'ala.
L'aggancio degli hamuli dell'ala posteriore sul margine dell'anteriore, causa una trazione in senso trasversale nella zona mediana dell'ala anteriore (all'altezza dello stigma). Le nervature longitudinali subirebbero, perciò, delle marcate deviazioni in senso antero-posteriore in modo da fornire all'ala una resistenza intrinseca alla trazione. Adottando il modello di Ross la nomenclatura specifica per l'ala anteriore sarebbe fondamentalmente mutuata dal sistema Comstock-Needham.
Le nervature longitudinali sono le stesse del sistema Comstock-Needham, ma subiscono fusioni e deviazioni in senso trasversale:
- Costa (C). Percorre il margine anteriore fino allo pterostigma, da cui è separato da una evidente interruzione.
- Subcosta (Sc). Si suddivide in due rami, prima dello pterostigma: il ramo superiore (Sc1) si collega alla costa, quello inferiore devia posteriormente e si fonde con il ramo del radio (Sc2+R1) per poi separarsi nuovamente in corrispondenza dello stigma.
- Radio (R). È fusa con la media nel tratto prossimale, poi si separa da essa e si divide nel ramo del radio (R1) e nel settore radiale (Rs). Il ramo del radio si fonde con la subcosta 1 per poi separarsi in corrispondenza dello stigma. Il settore radiale devia posteriormente e si fonde con la media. All'altezza dello stigma si separa dalla media con una deviazione in avanti e prosegue in senso longitudinale.
- Media (M). Questa nervatura è quella che ha originato le diatribe sulla nomenclatura. Secondo lo schema di Ross, è inizialmente fusa con la radio, poi si separa e si fonde con la cubito 1 (M+Cu1). In un tratto successivo si separa e devia in avanti per fondersi con il settore radiale (M+Rs). All'altezza dello stigma si separa nuovamente e decorre in senso longitudinale nella parte mediana della regione remigante distale.
- Cubito (Cu). Dopo il tratto basale si divide nei due rami anteriore e posteriore. La cubito 1 subisce una deviazione in avanti e si fonde con la media (M+Cu1). In seguito si separa e ha un percorso caratterizzato da marcate deviazioni trasversali all'altezza dello stigma. Qui si suddivide nei rami Cu1a, con decorso longitudinale, e Cu1b con decorso trasversale.
- Anali longitudinali (1A, 2A, 3A, 4A).

Le nervature trasversali mantengono anch'esse, fondamentalmente, la stessa terminologia:
- Omerale (h). Connette la costa alla subcosta. In genere è situata nel tratto prossimale dell'ala, separando una cellula costale di ridotto sviluppo.
- Radiali (1r, 2r). Sono in numero di due e connettono il ramo del radio al settore radiale.
- Radio-mediali (2r-m, 3r-m). Sono in numero di due (talvolta tre) e connettono il ramo posteriore del settore radiale alla media.
- Medio-cubitali (1m-cu, 2m-cu). Sono in numero di uno o due e connettono la media con il ramo anteriore della cubito. Negli Imenotteri sono molto importanti, ai fini sistematici, e sono chiamate da molti Autori anche vene ricorrenti.
- Cubito-anale (cu-a). Connette il ramo anteriore della cubito alla prima anale.
- Trasversa anale (cv). Connette la prima anale alla seconda anale.

Allo stato attuale non esiste uno standard di nomenclatura universalmente condiviso per gli Imenotteri, ma l'orientamento più diffuso è quello di adottare lo schema di Herbert H. Ross, per quanto il modello originario abbia avuto alcune revisioni nel corso degli anni.

## Meccanismi di volo

Meccanismo del battito alare negli insetti. a: ali; b: scleriti ascellari; c: muscoli indiretti tergo sternali; d: muscoli indiretti dorsali longitudinali

I movimenti delle ali degli Insetti sono estremamente complicati e diversi a seconda degli ordini. Comprendono, in genere, azioni di elevazione, depressione, estensione, flessione, torsione (pronazione e supinazione), nonché cambiamenti della loro forma (per ripiegamenti, ecc.). Elevazione e depressione sono governate in generale dai muscoli alari indiretti e dai muscoli alari indiretti accessori. Estensione, torsione e flessione sono governate invece dai muscoli alari diretti.
I muscoli alari indiretti sono riuniti in due gruppi funzionali, i dorsali e i tergo-sternali, che agiscono in opposizione ai primi. I muscoli alari indiretti accessori sono distinti in tergo-pleurali, pleuro-sternali, tergo-coxali e tergo-trocanterici. Nel complesso, i muscoli indiretti deformano la cassa toracica trasmettendo la deformazione alle sue espansioni, che si traducono perciò in un'elevazione o una depressione delle ali.
I muscoli alari diretti sono distinti in ascellari, basalari e subalari. Questi muscoli connettono gli scleriti ascellari ad altri scleriti toracici e agiscono perciò direttamente sulle ali, complicandone i movimenti.

## Comparazione degli insetti con altri organismi alati
Fra gli animali attualmente capaci di volare, gli uccelli e i pipistrelli hanno risolto il problema in diversi modi e con varie ripercussioni nella loro morfologia e nella loro eco-etologia.
Gli Uccelli (omeotermi) hanno modificato gli arti anteriori nel segmento terminale (autopodio), fornendoli di penne (remiganti e copritrici). Non possono utilizzarli in altri modi e camminano solo con l'uso degli arti posteriori.
I Pipistrelli (pure omeotermi) hanno ampiamente espanso la cute del corpo perifericamente in una sottile plica membranacea (patagio) che imbriglia le zampe anteriori, le posteriori e la coda, ed è sostenuta dalle dita (2°-5°) delle zampe anteriori, aventi le falangi allungatissime. Conseguentemente non possono più, in pratica, camminare. Tale plica risulta, inoltre, per lo più nuda, disperde o raccoglie molto calore e lascia evaporare una grande quantità di acqua. Questi mammiferi perciò hanno dovuto adattarsi, a tutte le latitudini, ad un'attività serale o notturna. Durante il giorno devono rifugiarsi, avvolti nel manto del loro patagio, in ambienti oscuri e chiudere il sistema di termoregolazione entrando in ipotermia. Per orientarsi in volo nello spazio e catturare prede hanno poi differenziato un complesso e perfetto apparato di ecolocazione.
Gli Insetti invece (pecilotermi) non hanno rinunciato a nessun paio delle loro zampe ed hanno sviluppato le ali indipendentemente, come espansioni tegumentali dorso-laterali dei due ultimi segmenti del torace, le quali presentano la medesima struttura e le medesime modalità protettive del tegumento generale del corpo. Per questa ed altre ragioni essi hanno potuto adattarsi agli ambienti più svariati ed alle condizioni di vita più diverse, invadendo le terre emerse e le acque dolci e salmastre.

## Meiotterismo
Negli insetti alati (Pterigoti) è frequente il meiotterismo. Con questo termine si fa riferimento alla riduzione più o meno marcata dello sviluppo delle ali, da forme di lieve brachitterismo (ali più brevi ma conservanti in gran parte la forma e le nervature tipiche) all'atterismo vero e proprio (scomparsa totale delle ali).
Il meiotterismo è un adattamento secondario, spesso correlato a fattori ambientali, etologici, funzionali, che si manifesta nella totalità delle specie di un ordine oppure in singoli gruppi sistematici.